# I Cry for You
I Cry for You è un album di Johnnie Ray, pubblicato dalla casa discografica Columbia Records nel 1955.

## Tracce

### LP
Lato A
1. Please, Mr. Sun – 2:58 (Frank Getzov) – Registrato il 13 dicembre 1951 al "Columbia Recording Studio", New York City, New York
2. Tell the Lady I Said Goodbye – 2:39 (Johnnie Ray) – Registrato il 28 maggio 1951 a Detroit, Michigan
3. Somebody Stole My Gal – 2:21 (Leo Woods) – Registrato il 13 ottobre 1952 al "Radio Recorders" di Hollywood, California

Lato B
1. Nobody's Sweetheart – 2:12 (testo: Gus Kahn, Ernie Erdman – musica: Billy Meyers, Elmer Schoebel) – Registrato il 13 ottobre 1952 al "Radio Recorders" di Hollywood, California
2. (Here Am I) Broken Hearted – 2:48 (Buddy DeSylva, Brown, Ray Henderson) – Registrato il 13 dicembre 1951 al "Columbia Recording Studio", New York City, New York
3. All of Me – 2:08 (Seymour Simons, Gerald Marks) – Registrato il 7 febbraio 1952 al "Radio Recorders" di Hollywood, California

- Durata brani (non accreditati sull'album originale) ricavati dalla Compilation della Collectables Records del 2002 (COL-CD-7438)

## Musicisti
Please, Mr. Sun / (Here Am I) Broken Hearted
- Johnnie Ray – voce
- "The Four Lads" (gruppo vocale) – cori
- Jimmy Carroll – direttore orchestra
- Componenti orchestra non accreditati

Tell the Lady I Said Goodbye
- Johnnie Ray – voce
- Maurice King – direttore orchestra
- Componenti orchestra non accreditati

Somebody Stole My Gal / Nobody's Sweetheart
- Johnnie Ray – voce
- Buddy Cole Quartet

All of Me
- Johnnie Ray – voce
- Buddy Cole Quartet